# جوایز جوان هالیوود
جوایز جوان هالیوود (انگلیسی: Young Hollywood Awards) جوایزی سالانه است که به بزرگ‌ترین دستاوردهای سال در موسیقی پاپ، سینما، ورزش، تلویزیون، مد و غیره اهدا می‌شود. این جوایز توسط نوجوانان ۱۳ تا ۱۹ سال انتخاب می‌شود. جوایز جوان هالیوود معمولاً توسط افراد مشهور و هنرمندان موسیقی مانند تیلور سوئیفت، جاستین بیبر و نیک جوناس اهدا می‌شود.